# Anne-Louise Abegg
Anne-Louise Abegg (født 23. maj 1980) er skuespillerinde og dramalærer på Niels Steensens Gymnasium. Hun er uddannet på Det Danske Musicalakademi i Fredericia. Hun fik sit gennembrud på tv i 2009 som Kit i 2900 Happiness. Hun har bl.a. medvirket i reklamer for Stryhns leverpostej og Aalborg Akvavit.
Hun er også med til at skrive og instruere skolekomedier på Niels Steensens Gymnasium.

## Filmografi

### Tv-serier
- 2900 Happiness (TV3), afsnit 95-96 og 103-106 (2009) – Kit
- Kristian (TV2-ZULU), afsnit 5 (2009) – Marie
- Livvagterne (DR1), afsnit 17-18 (2010) – Søster Mary
- Den 2. Side (TV2-ZULU) (2010) – Steen Fischers partner.

### Instruktør
- Annie get your gun - Palsgaard Sommerspil 2014
- Atlantis - Palsgaard Sommerspil 2015
- Chicago - Elite Teaer 2015 (Medinstruktør)